# Choy (Verwaltungsbezirk)
Choy (persisch خوی) ist ein Schahrestan (persisch شهرستان) in der iranischen Provinz West-Aserbaidschan. Er enthält die Stadt Choy, welche die Hauptstadt des Verwaltungsbezirks ist. 

## Demografie
Bei der Volkszählung 2016 betrug die Einwohnerzahl des Schahrestan 348.664. Die Alphabetisierung lag bei 82 Prozent der Bevölkerung. Knapp 65 Prozent der Bevölkerung lebten in urbanen Regionen.
| Zensusjahr | Einwohnerzahl |
| ---------- | ------------- |
| 2011       | 354.309       |
| 2016       | 348.664       |